# Dekanat zielonkowski

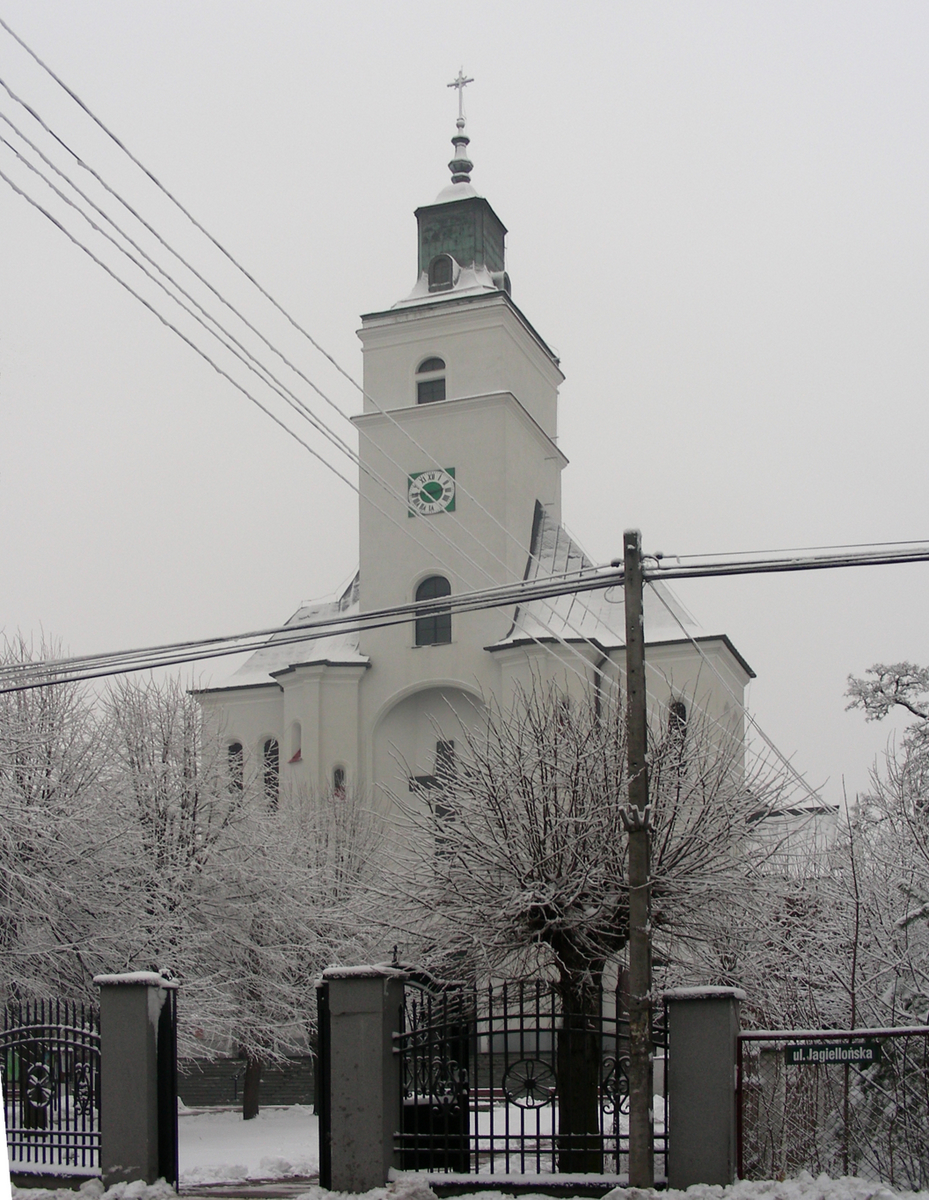
Kościół Matki Bożej Częstochowskiej w Zielonce

Dekanat zielonkowski – dekanat diecezji warszawsko-praskiej wchodzącej w skład metropolii warszawskiej. Dziekanem dekanatu zielonkowskiego jest ks. prałat Andrzej Kopczyński  proboszcz parafii Miłosierdzia Bożego  w Ząbkach. 

## Parafie
| parafia                                                   | adres                                        |
| --------------------------------------------------------- | -------------------------------------------- |
| Parafia Matki Bożej Częstochowskiej w Zielonce            | ul. Jagiellońska 10 05-220 Zielonka          |
| Parafia św. Jerzego w Zielonce                            | ul. I.J. Paderewskiego 56/60 05-220 Zielonka |
| Parafia św. Izydora w Markach                             | Al. Mrsz. J. Piłsudskiego 93 05-270 Marki    |
| Parafia Matki Bożej Królowej Polski w Markach-Pustelniku  | ul. Jutrzenki 26 05-270 Marki                |
| Parafia Najświętszej Maryi Panny Matki Kościoła w Markach | ul. Ząbkowska 54B 05-270 Marki               |
| Parafia Miłosierdzia Bożego w Ząbkach                     | ul. 11 Listopada 4 05-091 Ząbki              |
| Parafia Świętej Trójcy w Ząbkach                          | ul. J. Piłsudskiego 46 05-091 Ząbki          |
| Parafia Zesłania Ducha Świętego w Ząbkach                 | ul. Powstańców 36 05-091 Ząbki               |